# Latência nuclear
Latência nuclear ou estado nuclear limar é a condição de um país possuir a tecnologia para rapidamente construir armas nucleares, sem que realmente já tenha feito isso. Uma vez que essa capacidade latente não é proibida pelo Tratado de não Proliferação Nuclear, ela é às vezes chamada de "Opção Japão" (como um contorno ao tratado), já que o Japão é considerado um estado paranuclear, um caso claro de um país com total perícia técnica para desenvolver uma arma nuclear, rapidamente, pois o Japão possui os materiais físseis, experiência e capacidade técnica para fazer uma bomba nuclear, sendo chamado também de estado a "um giro de chave" da bomba.

## Poderes nucleares latentes
Há muitos países capazes de produzir armas nucleares, ou ao menos enriquecer urânio e produzir plutônio. Entre os mais notáveis estão o Canadá, Alemanha e Austrália (maior reserva de urânio do mundo). Outros países incluem México, Argentina, Coreia do Sul, Itália, Brasil, República da China e vários outros. Além disso a África do Sul desenvolveu com sucesso as suas próprias armas nucleares, mas desistiu de seu programa em 1989. Depois do acordo do Plano de Ação Conjunto Global, alguns consideram o Irã um estado nuclear limiar.

## Recursos Adicionais
Para saber mais sobre a proliferação e debates sobre armas nucleares e sua latência, visite o Woodrow Wilson Center´s Nuclear Proliferation international History no site do Projeto: http://wilsoncenter.org/program/nuclear-proliferation-international-history-project.